# Geiranger
Geiranger è una piccola città turistica appartenente alla municipalità di Stranda nella regione del Sunnmøre, in Norvegia. Essa è situata in un'insenatura del Geirangerfjord, a sua volta appartenente al più grande Storfjorden.
Geiranger rappresenta anche il terzo porto più frequentato della Norvegia, per via delle circa 160 navi turistiche che nei quattro mesi estivi visitano giornalmente la cittadina. Alcune centinaia di migliaia di persone visitano ogni anno questo piccolo angolo di mondo, portando i circa 250 abitanti del piccolo borgo a specializzarsi nel campo del turismo. A Geiranger ci sono cinque hotel e più di dieci camping. La stagione turistica si estende da maggio fino all'inizio di settembre, e in bassa stagione il ritmo e le attività sono ridotti a quella di una normale cittadina norvegese.

## Geografia fisica
La cittadina, come Hellesylt, è sotto il costante pericolo della Åkerneset, la montagna situata alle sue spalle, che sta lentamente franando nel fiordo: se la frana precipitasse in modo massiccio, causerebbe uno tsunami che potrebbe radere al suolo la marina della città. Questa ipotetica eventualità è la trama del film The Wave del 2015.

## Monumenti e luoghi d'interesse

### Architetture religiose
- Chiesa di Geiranger

## Cultura

### Eventi
Ogni anno in giugno è organizzata una competizione sportiva chiamata Geiranger - From Fjord to Summit, articolata da una mezza maratona e una corsa in bicicletta. La competizione parte dal livello del mare all'interno del fiordo e termina sulla cima del monte Dalsnibba, a circa 1500 m s.l.m. e viene svolta in questo periodo dell'anno perché nel resto dell'anno il territorio è totalmente ricoperto dalla neve, rendendo così impossibile la scalata. La gara viene anche chiamata From Summer To Winter.